# 提耶格洛區
提耶格洛區是索馬利亞的一個區，位於該國東南方的巴科勒州，首府為提耶格洛。

## 外部鏈結
- Districts of Somalia （页面存档备份，存于）
- 提耶格洛區行政區域圖 （页面存档备份，存于）